# 法团 (欧洲封建时代)
在欧洲封建时代，法团（英語：Corporation，源自拉丁语“corpus”“corporis”，意为“身体”）是指将多个商业利益集合为一个法律上的实体、团体或契约，通常需要获得城市、教会或国家领袖的明确许可。这类组织通常在某一特定商品或劳务领域拥有实质上的垄断地位，最典型的如商人、银行家、公证人、铁匠和鞋匠等行业。此类法团在13—14世纪发展到鼎盛，并在17—18世纪逐渐衰落，最终消失。在意大利，这类组织通常被称为“艺术”或“手工业协会”；在日耳曼语国家，则称为“行会” 。